# Michael Jakobs
Michael Jakobs (* 18. Juli 1959 in Oberhausen) ist ein ehemaliger deutscher Fußballspieler. Seine Position war linker Verteidiger.

## Laufbahn
Jakobs begann seine Karriere im Seniorenbereich in der damals drittklassigen Verbandsliga Niederrhein, wo er für Rot-Weiß Oberhausen zum Einsatz kam. Ab 1978 spielte er zwei Jahre lang in der 2. Bundesliga für die SG Wattenscheid 09, ehe er zum VfL Bochum in die Bundesliga wechselte. Anschließend spielte der gelernte Vorstopper für den FC Schalke 04 und Hertha BSC. Insgesamt bestritt Michael Jakobs 196 Erstliga- und 167 Zweitligaspiele und erzielte dabei 18 Tore. In der Saison 1990/91 musste er in Berlin seine Karriere als Sportinvalide beenden und eröffnete im März 1991 zusammen mit seinem Mannschaftskameraden Wolfgang Patzke ein ambulantes Reha-Zentrum in Berlin, das nach 8 Jahren verkauft wurde.
Er ist der Bruder von Ditmar Jakobs.

## Erfolge
- 1984 Aufstieg mit Schalke 04 in die Bundesliga
- 1990 Aufstieg mit Hertha BSC in die Bundesliga